# ジェントス

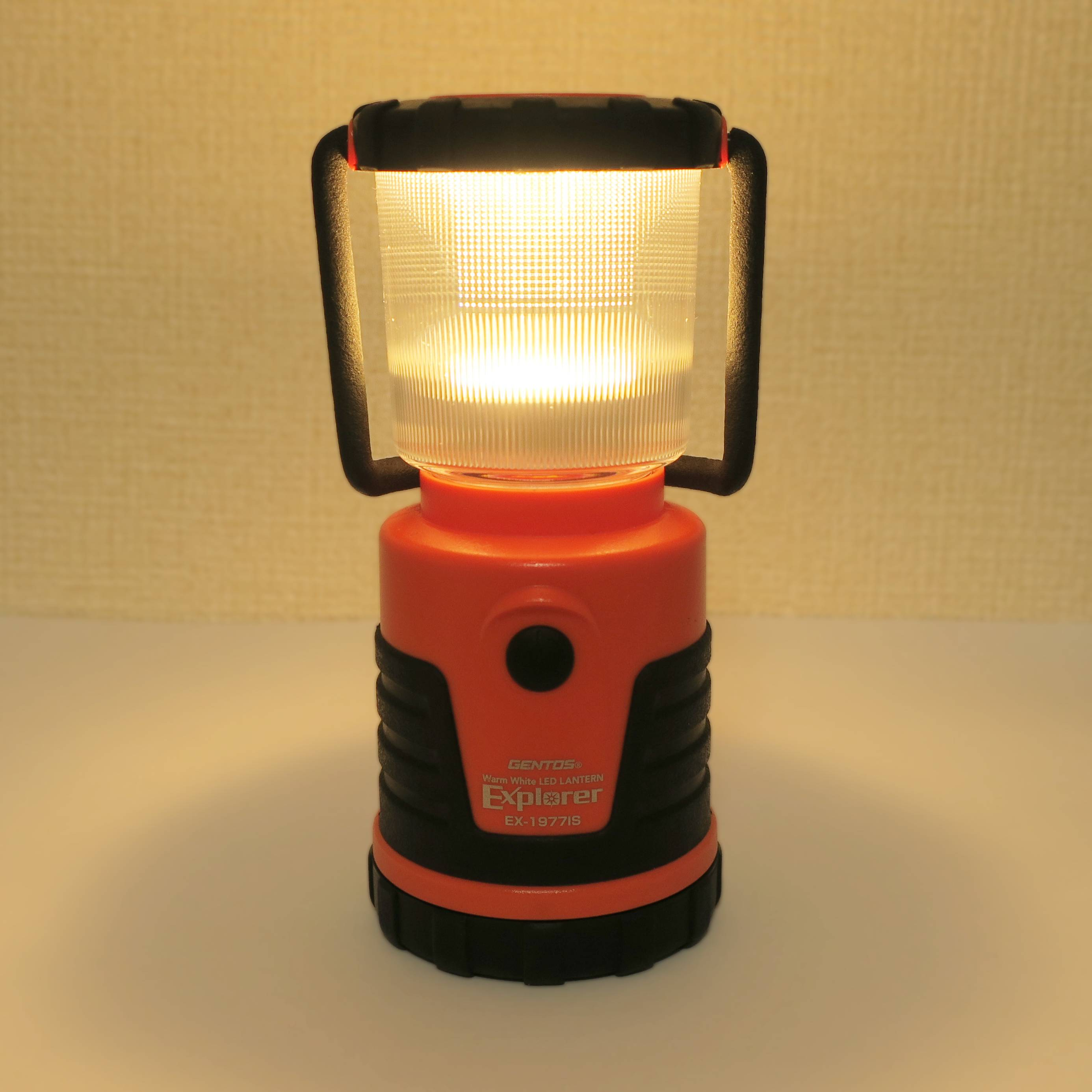
ジェントスのLEDランタン「Explorer EX-1977IS」

ジェントス株式会社 (GENTOS Co., Ltd.) は、東京都台東区池之端に本社を置く企業。LED照明の開発・販売などを手がける。旧社名は「株式会社サンジェルマン」 (Saint-Gentleman Co., Ltd.)。

## 歴史
1978年（昭和53年）11月、「株式会社サンジェルマン」として設立。1992年（平成4年）にマグライトの取り扱いを開始し、2001年（平成13年）にはLED照明市場に参入。2013年（平成25年）4月、現在の社名へと変更した。
主要製品として懐中電灯や作業用の投光器、ヘルメットなどに取り付けるヘッドライト、自転車の前照灯、ランタン、電気スタンドといったものがある。業務用として開発された製品が多く、工事現場の作業員や、警察、消防、医療、自衛隊などで利用されているほか、アウトドア・レジャー目的や災害への備えとしてなど民生用品としての利用も見られる。代表者はマスメディアの取材に対し、自社の業務について「働く人が快適な環境で仕事ができるような下支えを行う仕事」（引用）であると述べ、沖縄県立名護高等学校サッカー部の支援活動も行っている。

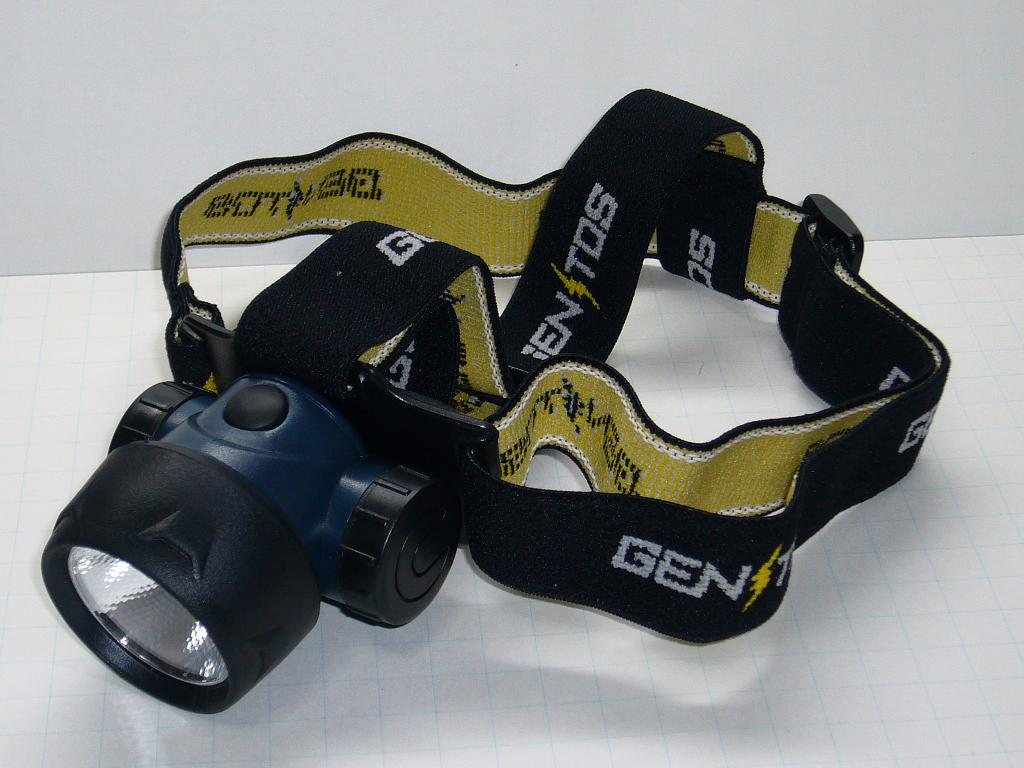
ジェントスのヘッドライト

## リコール
- 2021年（令和3年）5月27日、ジェントスが2015年（平成27年）9月から2019年（平成31年）4月までの期間に製造した充電式LEDヘッドライト「Gシリーズヘッドライト」GH-003RGおよびGH-100RG（バッテリーの型番はGA-03）60,558台を対象としたリコールを実施した。経年劣化による発火事故が1件発生したことを受けてのもので、対策としてバッテリーの無償交換を行うとした[7]。